# Levi’s Best–50
Levi's Best–50. Az utolsó, új nótát leszámítva válogatáslemez az Illés-időktől az utolsó Szörényi-nagylemezig. Az albumot Szörényi Levente barátai állították össze Levente 50. születésnapja alkalmából.

## Az album dalai
Minden dal Szörényi Levente és Bródy János szerzeménye, kivéve azok, ahol a szerzőség jelölve van.
1. Little Richard – 2:25
2. Ne kérdezd tőlem…  (Szörényi Levente) – 4:47
3. Vágyaim napja (Szörényi Levente) – 4:40
4. Végtelen úton (Szörényi Levente) – 3:15
5. Good-bye London – 3:22
6. Utazás	 (Szörényi Levente) – 5:32
7. Vidéki kislány – 2:38
8. A lány, akit szerettem – 5:26
9. Ne vágj ki minden fát – 2:48
10. Kislány, add a kezed – 3:42
11. Az utánzókhoz (Szörényi Levente-Petőfi Sándor)	- 1:50
12. Hej, barátom (Szörényi Levente) – 2:46
13. Rockandroll Rézi	- 2:39
14. Eljön majd a nap	- 3:25
15. A hitetlenség átka – 3:55
16. Ballada (Szörényi Levente-Juhász Gyula) – 2:35
17. Ősz van már  (Szörényi Levente) – 1:45
18. Egy, kilenc, kilenc meg öt (Szörényi Levente) – 4:19

## Közreműködők
- Szörényi Levente – ének, gitár, vokál
- Illés-együttes
- Fonográf együttes